# Sigrid Borge
Sigrid Borge (née le 3 décembre 1995 à Hausvik) est une athlète norvégienne, spécialiste du javelot.
Dans la catégorie espoirs, elle remporte la Coupe d'Europe des lancers 2016 et est 3e lors de celle de 2017.
Son record personnel est de 63,28 metres obtenu au Nadderud stadion en 2017.